# 1995 AG
1995 AG är en asteroid i huvudbältet som upptäcktes den 2 januari 1995 av den japanska astronomen Takao Kobayashi vid Ōizumi-observatoriet.
Asteroiden har en diameter på ungefär 3 kilometer.